# سينز ليه فريسين
سينز ليه فريسين (بالفرنسية: Sains-lès-Fressin)‏ هي بلدية تقع في إقليم باد كاليه من منطقة نور با دو كاليه في شمال فرنسا. تبلغ مساحة هذه المدينة 6.71 (كم²)، وترتفع عن سطح البحر 137 م، يبلغ عدد سكانها 186 نسمة حسب إحصاء المعهد الوطني للإحصاء والدراسات الاقتصادية سنة 2009 م. وترأس Bertin Widehem البلدية خلال فترة (2008-2014).